# Ruslan Nachušev
Ruslan Jur'evič Nachušev (in russo Руслан Юрьевич Нахушев?, angl. Ruslan Yuryevich Nakhushev; Nal'čik, 5 settembre 1984) è un ex calciatore russo, di ruolo difensore.

## Caratteristiche tecniche
Difensore centrale, può giocare come terzino su entrambe le fasce.

## Carriera

### Club
Nel 2005 il Chimki lo preleva a 400000 €. Nella stagione seguente passa al Saturn in cambio di 750000 €.